# Lwiwskyj awtobusnyj sawod

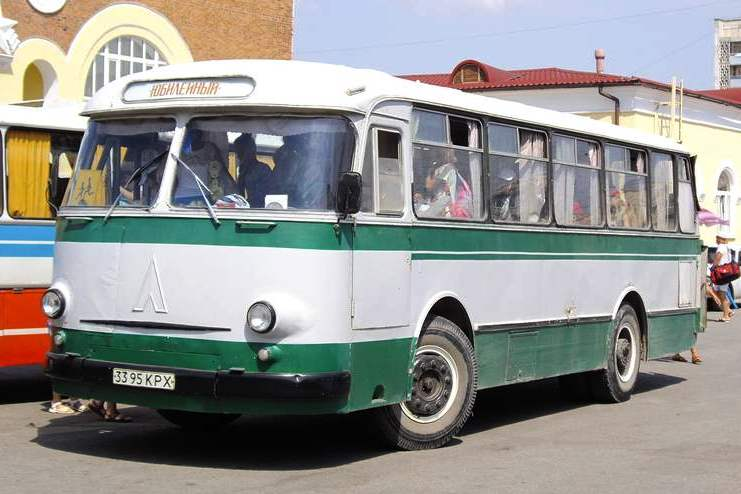
Ein LAZ-695M Baujahr 1974 (aufgenommen 2009)

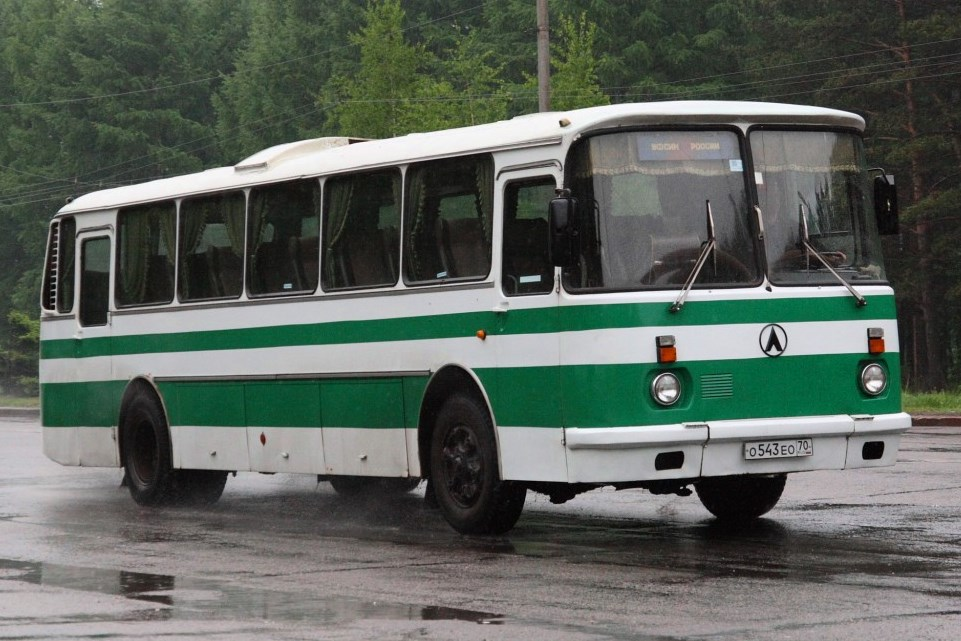
Ein LAZ-699, fotografiert 2008 in Tomsk, Russland

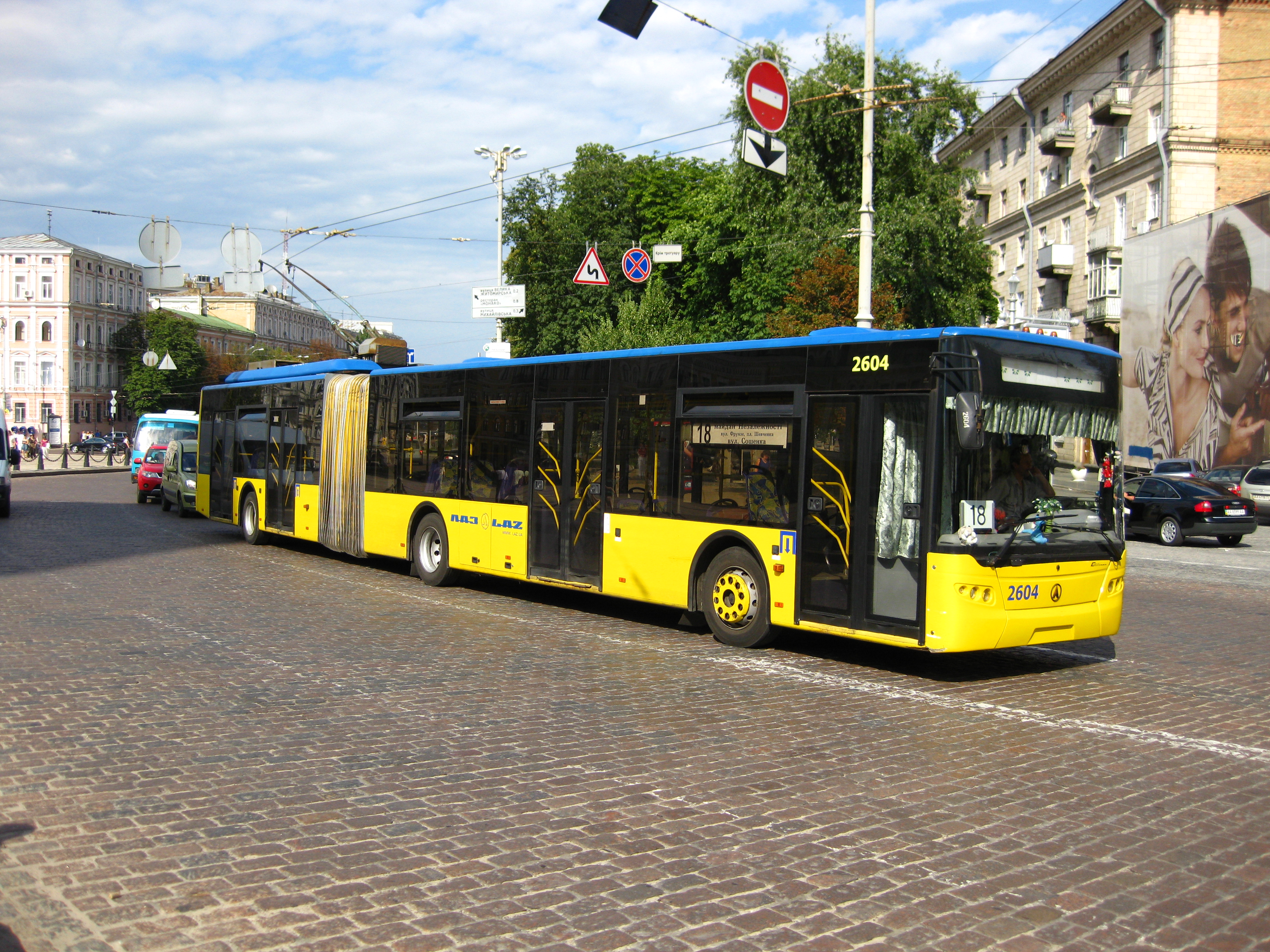
ElectroLAZ E301D1 - 18,6 Meter Oberleitungsbus

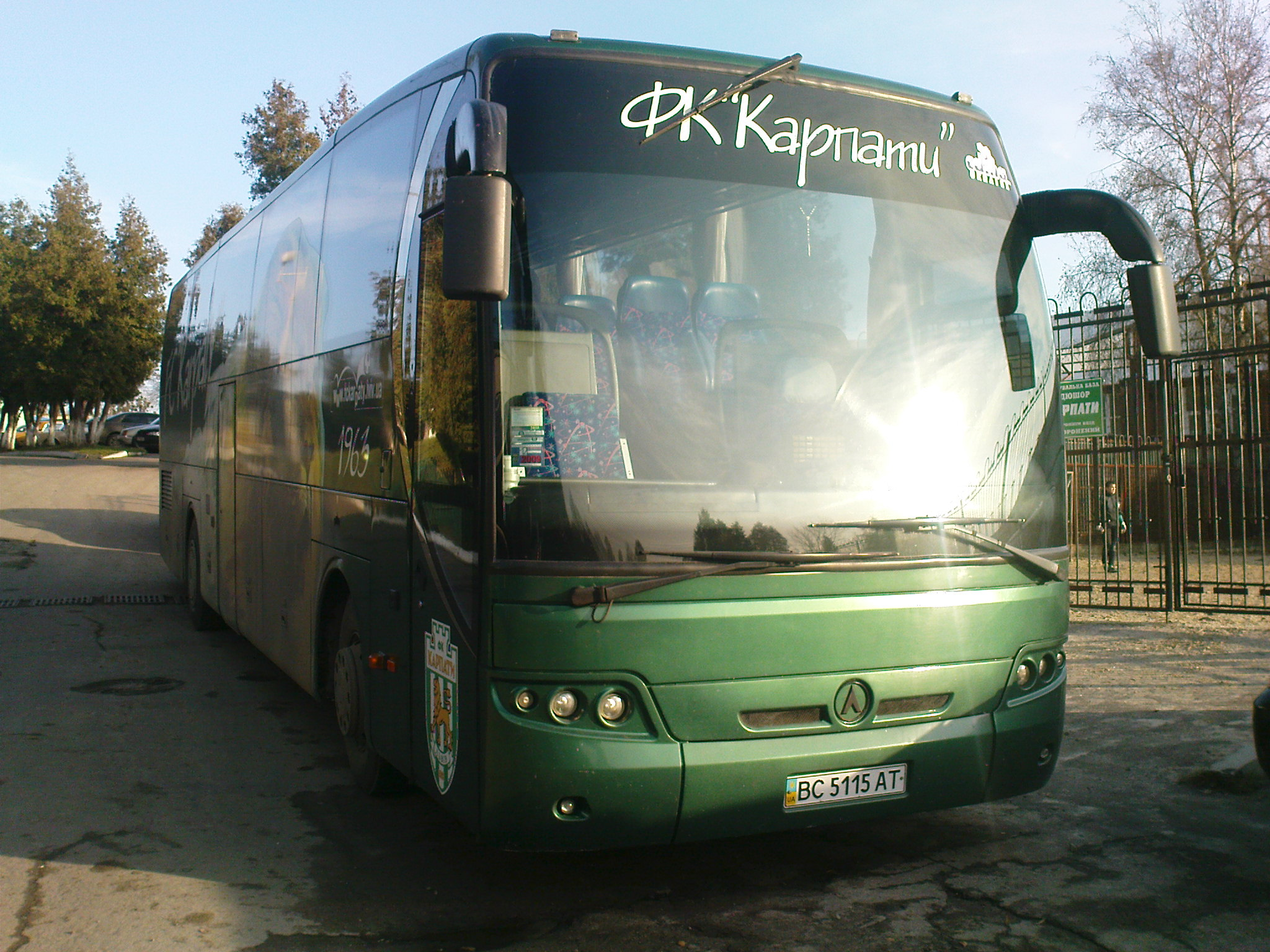
NeoLAZ-12 genutzt vom FC Karpaty Lwiw

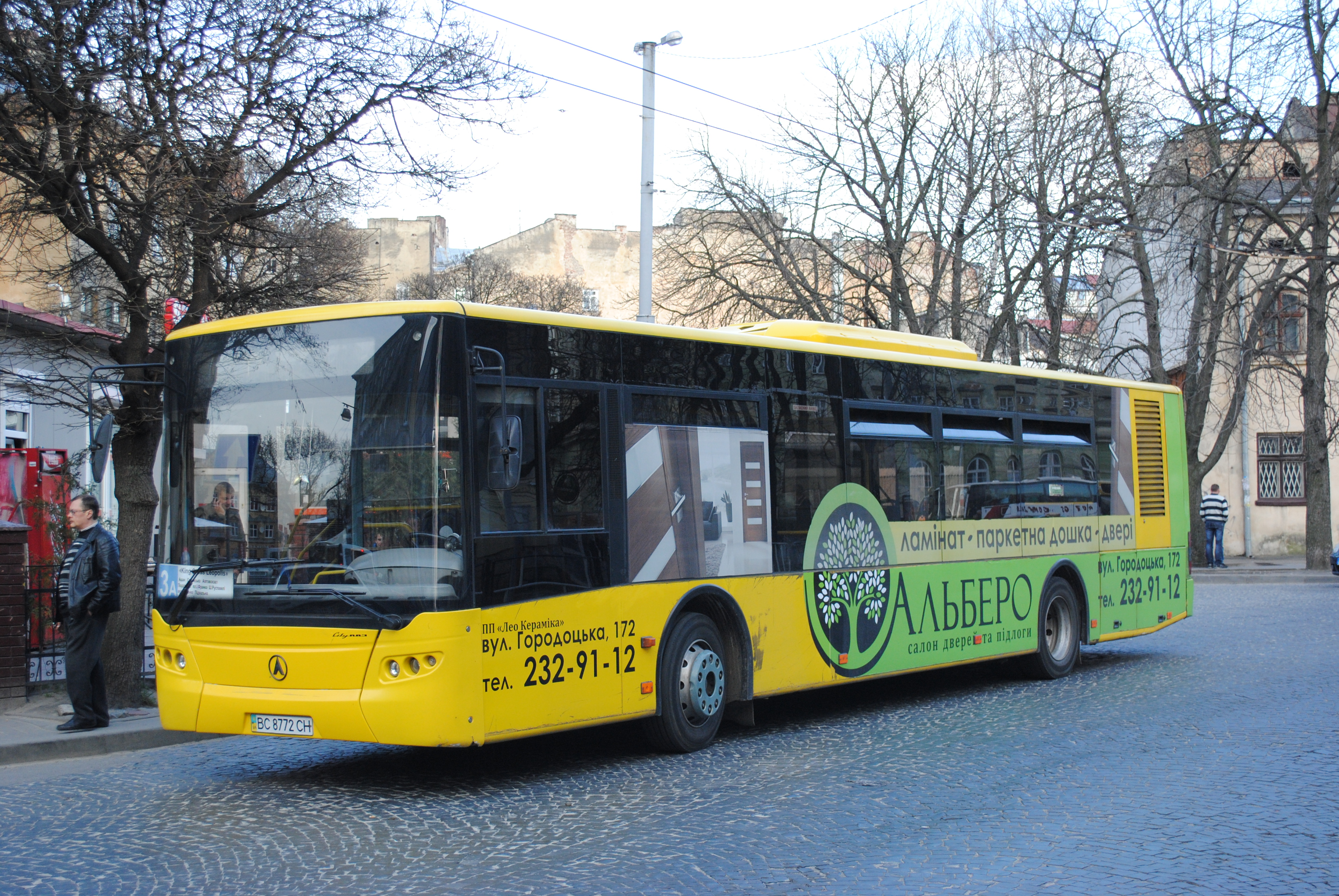
CityLAZ-12

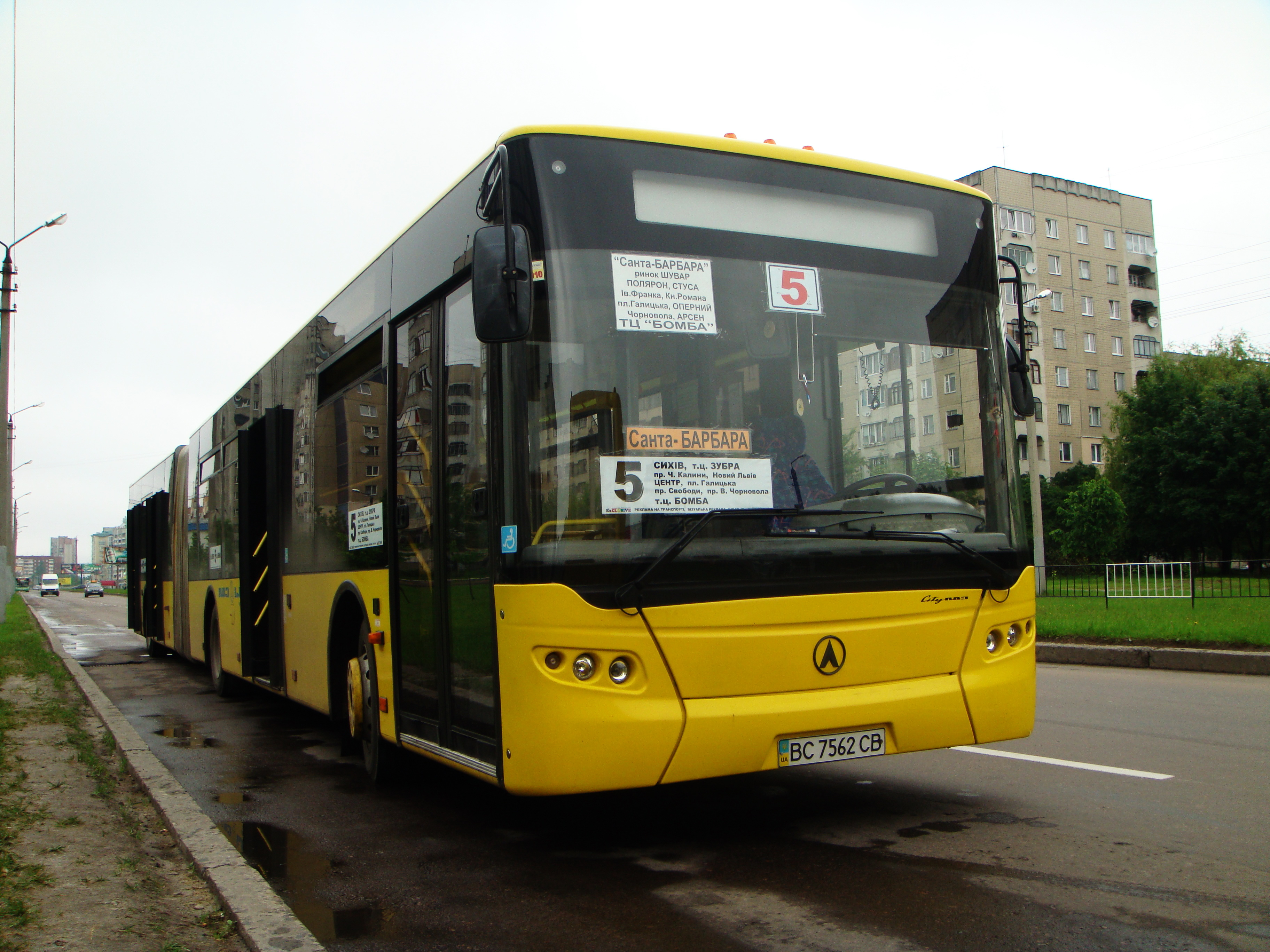
CityLAZ-20

Das Lwiwskyj awtobusnyj sawod, (ukrainisch Львівський автобусний завод, wörtlich „Lwiwer Autobuswerk“) war ein Hersteller von Omnibussen und Oberleitungsbussen in Lwiw, Ukraine. Der Hersteller selbst verwendete auf seinem ukrainischen Internetauftritt die russische Bezeichnung des Werks, Львовский автобусный завод (Lwowsky Awtobusny Sawod), die auch in der Literatur gebräuchlich ist. Der Markenname, unter dem die Fahrzeuge vertrieben wurden, lautet LAZ (ЛАЗ).

## Geschichte
Das Werk wurde ab 1945 errichtet und 1949 fertiggestellt. Bereits in der Bauphase wurde mit der Fertigung diverser Fahrzeuge begonnen, darunter mobile Verkaufsstände auf Basis des ZIS-150-Lastwagens und Autokräne. Außerdem wurde um 1949 ein elektrisch angetriebener Kleintransporter in Serie gebaut. In den 1950er-Jahren gab es Planungen, den Stadtbus ZIS-155 aus dem Sawod imeni Stalina bei LAZ zu bauen. Diese wurden jedoch nie realisiert. Stattdessen entwickelte das Werk unter dem Namen LAZ-695 im Jahr 1956 einen moderneren Stadtbus, dessen Produktion von den Behörden genehmigt wurde. Die Serienproduktion begann noch 1956 und endete erst in den 2000er-Jahren, etwa 280.000 Exemplare entstanden.
Während der 1960er-Jahre wurden neue Modelle entwickelt, zum Beispiel die Reisebusse LAZ-699 und LAZ-697.
1967 gewann LAZ auf der Brüssel Motor Show den Preis für den besten europäischen Bus. LAZ war Entwickler der Niederflurtechnik und produzierte 1963 mit dem LAZ-360 das erste Modell mit dieser Technik, das Design stammte von sowjetischen NAMI-Institut.
Nach dem Zusammenbruch der Sowjetunion 1991 kam das Unternehmen in finanzielle Schwierigkeiten und beendete mangels Aufträgen die Produktion. Mit der staatlichen Neuordnung und Erholung der Wirtschaft lief die Produktion wieder an und das Modell LAZ-52523 wurde neu entwickelt.
2001 wurde LAZ von dem russischen Unternehmer Igor Churkin gekauft. Nach dem Verkauf des Werkes wurde die gesamte Produktionsanlage erneuert, um Busse auf dem aktuellen Stand der Technik zu produzieren.
2014 stellte LAZ die Produktion ein, nachdem bereits zuvor Anlagenteile und Gebäude verkauft worden waren. Die verbliebenen Vermögenswerte und Gebäude wurden gerichtlich beschlagnahmt. Es folgten diverse rechtliche Auseinandersetzungen, die bis mindestens 2016 anhielten.

## Unternehmen
LAZ war einer der größten Hersteller von Omnibussen in der Sowjetunion und ist seit der Unabhängigkeit der Ukraine der größte Hersteller von Bussen im Land und der größte Industriebetrieb der Stadt. Die Werke wurden privatisiert und in eine Holding überführt. Es wurden Stadtbusse, Reisebusse, Oberleitungsbusse, Batteriebusse und Vorfeldbusse sowie Spezialfahrzeuge wie Krankenwagen und mobile Polikliniken produziert.
Die bekanntesten Modelle sind der LAZ-695 Citybus und die längere Version, der LAZ-699. ElectroLAZ, ein moderner Oberleitungsbus, wird in über 25 Städten rund um die Welt eingesetzt.
LAZ stellte eine Busflotte für die UEFA Euro 2012, anschließend wurden die Busse im regulären Liniendienst der austragenden Städte eingesetzt.
Die ukrainische Regierung unterzeichnete mit LAZ einen Vertrag über die Lieferung von 2500 neuen „CityLAZ“-Bussen mit der Option auf 800 weitere. Außerdem wurde eine Niederlassung in den USA eröffnet. Die erste Lieferung nach Mazedonien gab es im Februar 2011. Lieferungen in die Städte der Ukraine erfolgten ebenfalls 2011. Ein Jahr später erschienen auf Basis der älteren Produktlinien drei neue Modelle: LAZ-695 Soyuz, LAZ-4207DM, und LAZ A183 CNG.

## Unternehmensstruktur
Die LAZ-Holding bestand aus folgenden Firmen:
- Lwiw Buswerk „LAZ“
- Dnepro Buswerk „DAZ“
- Nikolayev Machine Plant „NMZ“
- LAZ Finanzierungsgesellschaft „LAZ Finance“
- LAZ Verkauf „Targoviy Dom LAZ“
- LAZ Service und Ersatzteile „LAZ Service“
- LAZ Holding Zentrale „Office Kiew“
- LAZ Niederlassung New York „Office New York“
- Lemberg Luxusbusse „Lemberg Coach“

## Produktion
Das Lwow Buswerk unterschied sich in vielfacher Hinsicht stark von anderen Herstellern. Die Herstellungskosten waren im Vergleich zu anderen Marken extrem gering. Auch existierte eine flexible Fertigungsstraße, auf der die verschiedensten Modelle zeitgleich gebaut werden können. Die meisten größeren Hersteller haben für verschiedene Produktklassen unterschiedliche Montagebänder, weil die variable Gestaltung zu aufwendig zu realisieren ist. LAZ-Busse wurden weitgehend in Handarbeit hergestellt und waren daher einfacher als mit Robotern an mögliche Kundenwünsche anzupassen.
Fahrgestell, Bremsen, Achsen, Getriebe, Dieselmotoren und Heizung wurden für einige Modelle aus Deutschland, Italien, Rumänien und den USA zugeliefert. Bekannte Zulieferer waren unter anderem MAN, Eberspächer, Mercedes-Benz, Deutz, ZF Friedrichshafen AG, Iveco und Cummins Engine.

## Ausstattung der Werke
Die LAZ-Holding unterhielt zwei Werke in der Ukraine. Das größere ist das LAZ-Werk in Lwiw, das kleinere das DAZ-Werk in Kamjanske.
Das LAZ-Werk in Lwiw bestand aus über 300 Gebäuden, einer eigenen kleinen Stadt. Das Werk verfügte über Wasserversorgung, Umspannwerk, Gasfiltrationsanlage, Klärwerk, Abwasseraufbereitungsanlage, zentraler Druckluftversorgung, Werkfeuerwehr, Werkschutz, Presswerk, Laserschneiderei, galvanische Werkstatt, Schlosserei, Lackiererei, Designabteilung und der Marketingabteilung. Es überspannte eine Fläche von mehr als 20 Häuserblocks in der Länge und 30 in der Breite.
DAZ war das kleinere Werk, bestehend aus 20 großen Gebäuden. DAZ ist unter anderem mit einer großen Montagehalle, zentraler Druckluftversorgung, Schweißerei, Lackiererei und Testgelände ausgestattet. Die Zentrale der LAZ Holding befand sich im Stadtzentrum von Kiew.